# بني أحمد (المخزن)
بني أحمد هو دُوَّار يقع بجماعة عبد الغاية سواحل، إقليم الحسيمة، جهة طنجة تطوان الحسيمة في المملكة المغربية. ينتمي الدوّار لمشيخة المخزن التي تضم 3 دواوير. يقدر عدد سكانه بـ 1650 نسمة حسب الإحصاء الرسمي للسكان والسكنى لسنة 2004.

## روابط خارجية
- البوابة الوطنية للجماعات الترابية نسخة محفوظة 12 مارس 2018 على موقع واي باك مشين.
- المندوبية السامية للتخطيط